# Dichocrocis ferialis
Dichocrocis ferialis là một loài bướm đêm trong họ Crambidae.